# Aphis ulmariae
Aphis ulmariae är en insektsart som beskrevs av Franz Paula von Schrank 1801. Aphis ulmariae ingår i släktet Aphis och familjen långrörsbladlöss. Arten är reproducerande i Sverige. Inga underarter finns listade i Catalogue of Life.